# FTP
FTP (viết tắt của File Transfer Protocol, dịch ra là "Giao thức truyền tập tin") thường được dùng để trao đổi tập tin qua mạng lưới truyền thông dùng giao thức TCP/IP (chẳng hạn như Internet - mạng ngoại bộ - hoặc Intranet - mạng nội bộ). Hoạt động của FTP cần có hai máy tính, một máy chủ và một máy khách). Máy chủ FTP, dùng chạy phần mềm cung cấp dịch vụ FTP, gọi là trình chủ, lắng nghe yêu cầu về dịch vụ của các máy tính khác trên mạng lưới. Máy khách chạy phần mềm FTP dành cho người sử dụng dịch vụ, gọi là trình khách, thì khởi đầu một liên kết với máy chủ. Một khi hai máy đã liên kết với nhau, máy khách có thể xử lý một số thao tác về tập tin, như tải tập tin lên máy chủ, tải tập tin từ máy chủ xuống máy của mình, đổi tên của tập tin, hoặc xóa tập tin ở máy chủ v.v. Vì giao thức FTP là một giao thức chuẩn công khai, cho nên bất cứ một công ty phần mềm nào, hay một lập trình viên nào cũng có thể viết trình chủ FTP hoặc trình khách FTP. Hầu như bất cứ một nền tảng hệ điều hành máy tính nào cũng hỗ trợ giao thức FTP. Điều này cho phép tất cả các máy tính kết nối với một mạng lưới có nền TCP/IP, xử lý tập tin trên một máy tính khác trên cùng một mạng lưới với mình, bất kể máy tính ấy dùng hệ điều hành nào (nếu các máy tính ấy đều cho phép sự truy cập của các máy tính khác, dùng giao thức FTP). Hiện nay trên thị trường có rất nhiều các trình khách và trình chủ FTP, và phần đông các trình ứng dụng này cho phép người dùng được lấy tự do, không mất tiền.

## Khái quát
FTP thường chạy trên hai cổng, 20 và 21, và chỉ chạy riêng trên nền của TCP. Trình chủ FTP lắng nghe các yêu cầu dịch vụ từ những kết nối vào máy của các trình khách FTP, trên cổng 21. Đường kết nối trên cổng 21 này tạo nên một dòng truyền điều khiển, cho phép các dòng lệnh được chuyển qua trình chủ FTP. Để truyền tải tập tin qua lại giữa hai máy, chúng ta cần phải có một kết nối khác. Tùy thuộc vào chế độ truyền tải được sử dụng, trình khách (ở chế độ chủ động - active mode) hoặc trình chủ (ở chế độ bị động - passive mode) đều có thể lắng nghe yêu cầu kết nối đến từ đầu kia của mình. Trong trường hợp kết nối ở chế độ chủ động, (trình chủ kết nối với trình khách để truyền tải dữ liệu), trình chủ phải trước tiên đóng kết nối vào cổng 20, trước khi liên lạc và kết nối với trình khách. Trong chế độ bị động, hạn chế này được khắc phục, và việc đóng kết nối trước là một việc không cần phải làm.
Trong khi dữ liệu được truyền tải qua dòng dữ liệu, dòng điều khiển đứng im. Tình trạng này gây ra một số vấn đề, đặc biệt khi số lượng dữ liệu đòi hỏi được truyền tải là lớn, và đường truyền tải chạy thông qua những tường lửa. Tường lửa là dụng cụ thường tự động ngắt các phiên giao dịch sau một thời gian dài im lặng. Tuy tập tin có thể được truyền tải hoàn thiện, song dòng điều khiển do bị bức tường lửa ngắt mạch truyền thông giữa quãng, gây ra báo lỗi.

## Mục đích của giao thức FTP
Mục đích của giao thức FTP, như được phác thảo trong bản RFC, là:
1. Khuyến khích việc dùng chung tập tin (như chương trình ứng dụng hoặc dữ liệu)
2. Khuyến khích việc sử dụng máy tính ở xa một cách gián tiếp / âm thầm (implicit).
3. Che đậy sự khác biệt về hệ thống lưu trữ tập tin giữa các máy chủ, hầu cho người dùng không cần phải quan tâm đến những sự khác biệt riêng tư của chúng.
4. Truyền tải dữ liệu một cách đáng tin cậy và có hiệu quả cao.[7]

## Những phê bình về giao thức FTP
1. Mật khẩu và nội dung của tập tin được truyền qua đường cáp mạng ở dạng văn bản thường (clear text), vì vậy chúng có thể bị chặn và nội dung bị lộ ra cho những kẻ nghe trộm. Hiện nay, người ta đã có những cải tiến để khắc phục nhược điểm này..[8]
2. Cần phải có nhiều kết nối TCP/IP: một dòng dành riêng cho việc điều khiển kết nối, một dòng riêng cho việc truyền tập tin lên, truyền tập tin xuống, hoặc liệt kê thư mục. Các phần mềm bức tường lửa cần phải được cài đặt thêm những lôgic mới, đế có thể lường trước được những kết nối của FTP.
3. Việc thanh lọc giao thông FTP bên trình khách, khi nó hoạt động ở chế độ năng động, dùng bức tường lửa, là một việc khó làm, vì trình khách phải tùy ứng mở một cổng mới để tiếp nhận đòi hỏi kết nối khi nó xảy ra. Vấn đề này phần lớn được giải quyết bằng cách chuyển FTP sang dùng ở chế độ bị động.
4. Người ta có thể lạm dụng tính năng ủy quyền, được cài đặt sẵn trong giao thức, để sai khiến máy chủ gửi dữ liệu sang một cổng tùy chọn ở một máy tính thứ ba. Xin xem thêm về FXP.
5. FTP là một giao thức có tính trì trệ rất cao (high latency). Sự trì trệ gây ra do việc, nó bắt buộc phải giải quyết một số lượng lớn các dòng lệnh khởi đầu một phiên truyền tải.
6. Phần nhận không có phương pháp để kiểm chứng tính toàn vẹn của dữ liệu được truyền sang. Nếu kết nối truyền tải bị ngắt giữa lưng chừng thì không có cách gì, trong giao thức, giúp cho phần nhận biết được rằng, tập tin nhận được là hoàn chỉnh hay còn vẫn còn thiếu sót. Sự hỗ trợ bên ngoài, như việc dùng kiểm tra tổng MD5, hoặc dùng kiểm độ dư tuần hoàn (cyclic redundancy checking) là một việc cần thiết..[8]

## Những vấn đề về bảo an khi dùng FTP
FTP là một phương pháp truyền tập tin có truyền thống phi bảo an (không an toàn), vì theo như bản thiết kế gốc đặc tả của FTP, không có cách nào có thể truyền tải dữ liệu dưới hình thức mật mã hóa được. Ảnh hưởng này có nghĩa là, phần lớn các cài đặt của mạng lưới truyền thông, tên người dùng, mật khẩu, dòng lệnh FTP và tập tin được truyền tải, đều có thể bị người khác trên cùng một mạng lưới, "ngửi" hoặc quan sát, dùng phần mềm phân tích giao thức (protocol analyzer) (hoặc còn gọi là "dụng cụ ngửi dữ liệu", tiếng Anh là "sniffer"). Nên chú ý rằng đây là vấn đề thường thấy ở các giao thức của Internet được thiết kế trước khi SSL (Secure Sockets Layer) ra đời (tạm dịch là giao thức "tầng kết nối bảo mật"), như HTTP, SMTP và Telnet. Giải pháp thường thấy, đối với vấn đề này, là dùng SFTP (Secure Shell File Transfer Protocol - tạm dịch là "giao thức truyền tập tin dùng trình bao bảo mật"), một giao thức dựa trên nền của SSH, hoặc trên FTPS (FTP over SSL). SFTP là FTP được cộng thêm chức năng mã hoá dữ liệu của SSL hoặc TLS (Transport Layer Security - tạm dịch là "Bảo mật tầng giao vận")..

## Các mã hồi âm của FTP
Xin xem thêm: Danh sách toàn bộ các mã hồi âm của trình chủ FTP.
Mã hồi âm của trình chủ FTP chỉ định hiện trạng của trình, sau khi đã hoạt động, bằng giá trị của con số trong vị trí của nó. Nghĩa của những con số và vị trí có thể được lược giải như sau:
- 1xx: Hồi âm sơ bộ tích cực. Đề nghị thao tác đã bắt đầu khởi hành, song chương trình còn phải đợi một thông điệp hồi âm nữa, trước khi đề nghị thao tác được tiến hành.
- 2xx: Hồi âm hoàn thành tích cực. Đề nghị thao tác đã hoàn thành. Trình khách có thể tiếp tục gửi dòng lệnh mới sang.
- 3xx: Hồi âm trung gian tích cực. Dòng lệnh đã được thao tác và xử lý thành công, song trình chủ còn phải đợi một dòng lệnh khác nữa, trước khi toàn bộ đề nghị được giải quyết.
- 4xx: Hồi âm phủ quyết tạm thời. Dòng lệnh không được thao tác và xử lý, song trình khách có thể gửi yêu cầu sang một lần nữa, vì sự thất bại trong việc xử lý dòng lệnh đầu tiên chỉ là tạm thời.
- 5xx: Hồi âm phủ quyết toàn phần. Dòng lệnh không được xử lý, và trình khách không nên gửi lại yêu cầu ấy thêm một lần nào nữa.
- x0z: Sự thất bại xảy ra vì lỗi trong cú pháp.[5]
- x1z: Thông điệp trả lời là hồi âm của một yêu cầu về tin tức.
- x2z: Thông điệp trả lời là hồi âm về tin tức liên quan đến liên kết (connection).
- x3z: Thông điệp trả lời là hồi âm liên quan đến trương mục và quyền hạn.
- x4z: Không rõ.
- x5z: Thông điệp trả lời là hồi âm liên quan đến hệ thống tập tin.[10][11][12]

## FTP nặc danh
Nhiều máy chủ chạy trình chủ FTP cho phép cái gọi là "FTP nặc danh". Bố trí này cho phép người dùng truy nhập vào máy chủ mà không cần có trương mục. Tên người dùng của truy cập nặc danh thường là hai chữ 'nặc danh' hoặc một chữ 'ftp' mà thôi. Trương mục này không có mật khẩu. Tuy người dùng thường bị đòi hỏi phải kèm địa chỉ thư điện tử của mình vào, thay thế cho mật khẩu, hòng giúp phần mềm xác minh người dùng, song thủ tục xác minh thường là rất sơ sài và hầu như không có - tùy thuộc vào trình chủ FTP đang được dùng và sự cài đặt của nó. Internet Gopher đã được đề nghị trở thành một hình thức thay thế của FTP nặc danh.

## Dạng thức của dữ liệu
Có hai chế độ được dùng để truyền tải dữ liệu qua mạng lưới truyền thông:
1. Chế độ ASCII
2. Chế độ Nhị phân

Hai chế độ này khác nhau trong cách chúng gửi dữ liệu. Khi một tập tin được truyền dùng chế độ ASCII, mỗi một chữ, mỗi con số, và mỗi ký tự đều được gửi trong dạng mã ASCII. Máy nhận tin lưu trữ chúng trong một tập tin văn bản thường, dưới dạng thức thích hợp (chẳng hạn, một máy dùng Unix sẽ lưu trữ nó trong dạng thức của Unix, một máy dùng Macintosh sẽ lưu trữ nó trong dạng thức của Mac). Vì thế, khi chế độ ASCII được dùng trong một cuộc truyền tải dữ liệu, phần mềm FTP sẽ tự cho rằng các dữ liệu được truyền gửi có dạng thức văn bản thường (plain text), và lưu trữ trên máy nhận theo dạng thức của máy. Chuyển đổi giữa các dạng thức văn bản thường bao gồm việc, thay thế mã kết dòng và mã kết tập tin, từ những mã tự được dùng ở máy nguồn, sang những mã tự được dùng ở máy đích, chẳng hạn một máy dùng hệ điều hành Windows, nhận một tập tin từ một máy dùng hệ điều hành Unix, máy dùng Windows sẽ thay thế những chữ xuống dòng (carriage return) bằng một cặp mã, bao gồm mã xuống dòng và mã thêm hàng (carriage return và line feed pairs). Tốc độ truyền tải tập tin dùng mã ASCII cũng nhanh hơn một chút, vì bit ở hàng cao nhất của mỗi byte của tập tin bị bỏ.
Gửi tập tin dùng chế độ nhị phân khác với cái trên. Máy gửi tập tin gửi từng bit một sang cho máy nhận. Máy nhận lưu trữ dòng bit, y như nó đã được gửi sang. Nếu dữ liệu không phải ở dạng thức văn bản thường, thì chúng ta phải truyền tải chúng ở chế độ nhị phân, nếu không, dữ liệu sẽ bị thoái hóa, không dùng được.
Theo như cài đặt sẵn, phần lớn các trình khách FTP dùng chế độ ASCII khi khởi công. Một số trình khách FTP xét nghiệm tên và nội dung của tập tin được gửi, để xác định chế độ cần phải dùng.

## FTP và các trình duyệt
Đa số các trình duyệt web (web browser) gần đây và trình quản lý tập tin (file manager) có thể kết nối vào các máy chủ FTP, mặc dù chúng có thể còn thiếu sự hỗ trợ cho những mở rộng của giao thức, như FTPS chẳng hạn. Điều này cho phép người dùng thao tác các tập tin từ xa, thông qua kết nối FTP, dùng một giao diện quen thuộc, tương tự như giao diện trong máy của mình (ví dụ liệt kê danh sách của các tập tin của máy ở xa trông giống như phần liệt kê của máy mình, đồng thời các thao tác sao bản tập tin (copy), đổi tên, xóa, v.v.. được xử lý như là chúng ở trong máy mình vậy). Phương pháp làm là thông qua FTP URL, dùng dạng thức ftp(s)://<địa chỉ của máy chủ FTP> (ví dụ: ftp.gimp.org Lưu trữ ngày 27 tháng 9 năm 2011 tại Wayback Machine). Tuy không cần thiết, song mật khẩu cũng có thể gửi kèm trong URL, ví dụ:  ftp(s)://<tên người dùng>:<mật khẩu>@<địa chỉ của máy chủ FTP>:<số cổng>. Đa số các trình duyệt web đòi hỏi truyền tải FTP ở chế độ bị động, song không phải máy chủ FTP nào cũng thích ứng được. Một số trình duyệt web

## FTP trên nền SSH
"FTP trên nền của SSH" ám chỉ đến một kỹ thuật "đào hầm" cho một phiên giao dịch dùng giao thức FTP bình thường, thông qua một kết nối dùng giao thức SSH.
Vì FTP (một giao thức khá bất thường, dựa trên nền của giao thức TCP/IP, mà hiện nay người ta vẫn còn dùng) sử dựng nhiều kết nối TCP, cho nên việc đi ngầm dưới nền của SSH là một việc khó khăn. Đối với đa số các trình khách của SSH, khi "kết nối điều hành" (kết nối khởi đầu giữa máy khách tới máy chủ, dùng cổng 21) được thiết lập, SSH chỉ có thể bảo vệ được đường kết nối này mà thôi. Khi việc truyền tải dữ liệu xảy ra, trình FTP ở một trong hai đầu, sẽ thiết lập một kết nối TCP mới ("đường dẫn dữ liệu") và kết nối này sẽ bỏ qua kết nối của SSH, làm cho nó không còn được hưởng tính bí mật (confidentiality), toàn vẹn (integrity protection) của dữ liệu, hoặc những tính năng khác mà SSH có.
Nếu trình khách FTP được cài đặt dùng chế độ bị động, và kết nối với một máy chủ dùng giao diện SOCKS, là giao diện mà nhiều trình khách SSH có thể dùng để tiến cử việc đi ngầm, việc dùng các đường kết nối của FTP, trên các kết nối của SSH, là một việc có thể làm được.
Nếu không, các phần mềm trình khách SSH phải có kiến thức cụ thể về giao thức FTP, giám sát và viết lại các thông điệp trong kết nối điều khiển của FTP, tự động mở các đường truyền tải dữ liệu cho FTP. Phiên bản 3 của trình SSH (do công ty phần mềm Communications Security Corp. sản xuất) là một ví dụ điển hình, hỗ trợ những khả năng nói trên.
"FTP chạy trên nền SSH" còn đôi khi được gọi là FTP bảo mật (secure FTP). Chúng ta không nên nhầm cái này với những phương pháp bảo an FTP, như SSL/TLS hay còn gọi là FTPS. Những phương pháp để truyền tải các tập tin khác, dùng SSH, không có liên quan đến FTP, bao gồm SFTP (SSH file transfer protocol - giao thức truyền tải tập tin dùng SSH) hoặc SCP (Secure copy - sao chép có bảo mật) - trong cả hai cái này, toàn bộ cuộc hội thoại (xác minh người dùng và truyền tải dữ liệu) đều luôn luôn được bảo vệ bằng giao thức SSH.

## Các tham chiếu
Giao thức được tiêu chuẩn hoá trong RFC 0959 bởi tổ chức IETF như sau:
- RFC 0959 Giao thức truyền tải tập tin (File Transfer Protocol - FTP) - J. Postel, J. Reynolds. tháng 10 năm 1985. Đây là bản thay thế RFC 765 và những bản RFC về FTP trước đó, kể cả bản đầu tiên, RFC 114.
- Xin xem thêm RFC 1579 FTP có tính thích ứng với bức tường lửa (Firewall-Friendly FTP).

### Các giao thức tương tự như FTP
- FTPFS
- FTPS, FTP chạy trên nền SSL
- SFTP (Simple File Transfer Protocol), một giao thức có tính lịch sử RFC 913
- Giao thức truyền tập tin dùng trình bảo mật (SSH file transfer protocol - SFTP), một giao thức chạy trên nền của SSH (Secure SHell - trình bao bảo mật)
- TFTP (Trivial File Transfer Protocol - Giao thức truyền tập tin tầm thường)

### Phần mềm
- So sánh giữa các trình khách FTP (Comparison of FTP clients)
- Danh sách các máy chủ FTP (List of FTP servers)[13]

### Hướng dẫn học / Tổng quan
- Sơ lược về Giao thức truyền tập tin — giải thích cấu trúc của FTP ở tầng giao thức
- So sánh giữa chế độ năng động và chế độ bị động của FTP, giải thích và minh họa
- Thư mục về FTP của Dmoz Lưu trữ ngày 23 tháng 10 năm 2017 tại Wayback Machine
- FTP và bức tường lửa của bạn — chi tiết về những vấn đề đối với bức tường lửa và phương pháp đối phó chúng

### Máy chủ FTP
- FileZilla Server (Windows)
- Pure-FTPd (Unix)
- VsFTPd (Unix)
- ProFTPd (Unix)